# Una sola cosa
«Una sola cosa» es una canción compuesta por el músico argentino Luis Alberto Spinetta que se encuentra en el álbum Privé de 1986, séptimo álbum solista y 19º  en el que tiene participación decisiva Luis Alberto Spinetta.
En el álbum Spinetta prescinde del baterista y utiliza en todos los temas una caja de ritmos Yamaha RX-11, programada por él mismo. En este tema Spinetta (voz, caja de ritmos y secuenciador del bajo) está acompañado por Ulises Butrón (guitarra), el Juan Carlos "Mono" Fontana (teclados), Héctor Starc (guitarra), Osvaldo Fattoruso (percusión) y Sergio Fernández (coros). El bajo fue realizado utilizando un sintetizador Casio CZ-5000.

## Contexto
Spinetta venía de disolver su banda Spinetta Jade con la que venía tocando desde 1980 y que marcó la etapa final de lo que se ha llamado su "proyecto jazzero", iniciado en 1977. Por otra parte Spinetta venía mostrando desde Mondo di cromo (1983) un giro de su sonido hacia el techno (teclados, secuenciadores, sintetizadores, cajas de ritmos, MIDI, etc.) que caracterizó los años '80.
Durante 1985 Spinetta había trabajado con Charly García, quien también venía realizando un giro en su sonido desde el álbum Clics modernos (1983), en el marco de un enorme cambio político-cultural en Argentina, a raíz de la caída de la última dictadura militar el 10 de diciembre de 1983, que se extendería a toda América del Sur.
Finalmente el proyecto Spinetta/García quedó trunco debido a las diferencias personales que surgieron entre ellos. Fracasada la elaboración del álbum con Charly y también un intento de realizar un álbum con Pedro Aznar, en los últimos meses de 1985 Spinetta decidió sacar un álbum solista, utilizando parte del material trabajado para el disco con Charly García. 
El nuevo álbum de el Flaco llevó el nombre de Privé y fue pensado por Spinetta como respuesta al fracaso de su proyecto con Charly García. Él mismo define el álbum como "el producto de todo lo que me está pasando; de haber intentado hacer un disco con el flaco (por Charly García)". La mayoría de las canciones están explícita o implícitamente relacionadas con Charly García. El altísimo ritmo musical del álbum, frenético, "casi colérico", también ha sido asociado con el estado emocional de Spinetta luego de su ruptura con García: "A su modo, Privé es un disco de divorcio... más hecho para golpear que para bailar".
Del material trabajado para el frustrado proyecto Spinetta/García incluyó en este álbum tres temas, «Pobre amor, llámenlo» (dedicado a Charly), «La pelícana y el androide» y «Rezo por vos», este último único tema compuesto por ambos. También incluyó otros dos temas relacionados que Spinetta ha revelado que se relacionan con García: «No seas fanática» y «Una sola cosa». En otros temas como «La mirada de Freud» (relacionado con la cocaína), «Alfil, ella no cambia nada» y «Patas de rana», las relaciones son más indirectas y libradas a la interpretación.
Fue grabado en noviembre y los primeros días de diciembre de 1985.

## Tema
El tema es el segundo corte del álbum solista Privé. En la letra el cantante le pide a una persona que le dé «Una sola cosa»: "tu amor".

«Yo te estaba soñando
sin saber por qué soñar
y te estaba olvidando
justo al despertar.»
«Una sola cosa» (fragmento)

En un álbum relacionado emocionalmente con la ruptura con Charly García, «Una sola cosa» es una canción que Spinetta había compuesto el año anterior para estrenar junto a Charly García en el recital realizado en el Luna Park ese año, donde Spinetta Jade presentó oficialmente el álbum Madre en años luz. El tema lo cantaron juntos en esa oportunidad -donde Charly fue abucheado por los fans de Spinetta- e inicialmente el Flaco había pensado acreditarlo como compuesto por ambos.
En el tema el Mono Fontana incluye unas marimbas ejecutadas con un sintetizador Yamaha DX7, en tanto que Héctor Starc realiza un importante solo de guitarra eléctrica, con el que cierra la canción.

- Pregunta: ¿La invitación de Starc?
- Spinetta: Era una necesidad para el tema que hubiera una guitarrista hot y creo que él cumple con esto. Aparte fue una gran satisfacción porque sé cómo me quiere Héctor. Yo lo quiero, y aunque nunca pudimos hacer nada juntos, no sé por qué, me encantaría tenerlo para algo siempre. ¡El loco es tremendo! Y bueno, en este disco encontré el momento para que metiera un solo y se gozara todo.
Entrevista a Spinetta de 1986

Osvaldo Fattoruso realiza la percusión y los coros -considerablemente complejos- los hacen Sergio Fernández y el propio Spinetta.

## Otras versiones
En la película documental Spinetta, el video de Pablo Perel, filmada durante la grabación de Privé, hay una versión del solo de guitarra de Starc y otra versión del tema cantado por Spinetta sin el solo de guitarra. La película también registra a Spinetta deteniendo la grabación del tema en varios momentos, descontento con la forma en que había empezado.